# 井上信
井上 信（いのうえ まこと、1974年12月7日 - ）は、千葉県出身のプロゴルファー。袖ヶ浦カントリークラブ所属。

## プロフィール
- 16歳（堀越高校時代）からゴルフを始める。
- アマチュア時代に関東学生2位に入る。
- 1998年、ブリヂストンオープンにてツアーデビュー。
- 2004年、ABCチャンピオンシップで初優勝。
- 2008年、キヤノンオープンで2勝目、賞金ランク自己最高の14位に入る。
- 趣味は映画鑑賞、ゲーム。

## 優勝歴

### レギュラーツアー
- 2004年 - ABCチャンピオンシップゴルフトーナメント
- 2008年 - キヤノンオープンゴルフトーナメント

### その他
- 2001年 - アイフル・チャレンジ・スプリング（後援競技）
- 2003年 - 兵庫県オープンゴルフトーナメント（後援競技）

## 参考
- スポーツ報知-３８歳・井上「ビックリ」初のメジャー切符！全英ＯＰ出場権